# Manuel Muñoz Cornejo
Manuel Muñoz Cornejo (Valparaíso, 27 de enero de 1890-15 de abril de 1959, Viña del Mar) fue un abogado, académico y político chileno, miembro del Partido Conservador (PCon). Se desempeñó como senador de la República en dos períodos consecutivos entre 1937 y 1945 en representación de Aconcagua y Valparaíso. También fue diputado en cuatro períodos legislativos entre 1924 y 1937, por la 6ª Agrupación Departamental correspondiente a las comunas de Valparaíso, Quillota, Limache y Casablanca.

## Primeros años de vida
Nació en Valparaíso, fue hijo de Manuel Muñoz Pardo y Clemencia Cornejo. Realizó sus estudios primarios en el Liceo de Valparaíso y en el colegio de los Sagrados Corazones de Santiago, donde estudió Derecho y se recibió como abogado en el año 1912.
Estuvo casado con Laura Poisson Fontaine, nieta del Director Supremo y Presidente de Chile Ramón Freire Serrano.

## Vida pública
Fue profesor de Derecho de Minas en el curso de leyes, y profesor de Administración Pública en el curso de ingeniería en el colegio de los Sagrados Corazones.
En el año 1924, fue elegido diputado por las comunas de Valparaíso y Casablanca. Integró la Comisión Permanente de Guerra y Marina.
El año 1926 fue elegido diputado en representación de la 6ª Agrupación Departamental de Valparaíso, Quillota, Limache y Casablanca. Integró, en calidad de diputado suplente (s), las comisiones permanentes de Relaciones Exteriores y Legislación y Justicia.
Entre 1927 y 1928, formó parte la Comisión Mixta para el proyecto relativo a la Caja Nacional de Empleados Públicos y Periodistas; y Accidentes del Trabajo.
A lo largo de su labor parlamentaria, presentó diversas mociones que más tarde se convirtieron en ley: (Ley N.° 4.887) Feriado Legal el 20 de septiembre de 1930 a Bancos y Cajas de Ahorro; (Ley N.° 5.697) Modificación de Escrituras de Nacimiento en el Registro civil; (Ley N.° 6.808) Incorporación a la Caja de Previsión de la Marina Mercante Nacional de los Agentes generales de Aduana; (Ley N.° 8.421) Venta de Terreno a Compañía Textil Viña en Viña del Mar; (Ley N.° 9.676) Erección de monumento en Santiago al presidente Arturo Alessandri Palma.
En 1932 fue elegido diputado en representación de la 6ª Agrupación Departamental; Valparaíso, Quillota, Limache y Casablanca. Durante esa misma legislación fue Vicepresidente de la Cámara de Diputados entre el 30 de noviembre de 1931 y el 10 de mayo de 1932.
Resultó elegido diputado en representación de la 6ª Agrupación Departamental; Valparaíso, Quillota, Limache y Casablanca para el periodo 1933-1937. Integró la Comisión Permanente de Hacienda.
El año 1937 fue elegido senador en representación de la 3ª Circunscripción Provincial: Aconcagua y Valparaíso. Integró la Comisión Permanente de Defensa Nacional, dejó el puesto en 1945.
Para el periodo 1945-1953 fue elegido senador en representación de la 3ª Circunscripción Provincial; Aconcagua y Valparaíso. Formó parte de la Comisión Permanente de Constitución, Legislación y Justicia.
Perteneció al Partido Conservador de Chile siendo secretario y presidente de este partido en la ciudad de Valparaíso, también fue vocal de su Junta Ejecutiva en el año 1935, y presidente de este partido en ese mismo año.
Falleció en Viña del Mar el 15 de abril de 1959, a los 69 años.